# Legnago
Legnago is een gemeente in de Italiaanse provincie Verona (regio Veneto) en telt 25.181 inwoners (31-12-2004). De oppervlakte bedraagt 79,7 km2, de bevolkingsdichtheid is 316 inwoners per km2.
De volgende frazioni maken deel uit van de gemeente: Legnago, Porto, S.Vito, Canove, Terranegra, S.Pietro, Casette, Vangadizza, Vigo e Torretta.

## Demografie
Legnago telt ongeveer 9617 huishoudens. Het aantal inwoners daalde in de periode 1991-2001 met 7,6% volgens cijfers uit de tienjaarlijkse volkstellingen van ISTAT.
| Jaar | Inwoneraantal |
| ---- | ------------- |
| 1991 | 26.271        |
| 2001 | 24.274        |

## Geografie
De gemeente ligt op ongeveer 16 m boven zeeniveau aan de rivier Adige.
Legnago grenst aan de volgende gemeenten: Angiari, Bergantino (RO), Bonavigo, Boschi Sant'Anna, Castelnovo Bariano (RO), Cerea, Minerbe, Terrazzo, Villa Bartolomea.

## Geboren
- Antonio Salieri (1750-1825), componist en dirigent. In Legnago bevindt zich het naar hem genoemde muziektheater Teatro Salieri.
- Giacinto Francesco Zurla (1769-1834), kardinaal-vicaris en titulair aartsbisschop